# Kinsale
Kinsale (Cionn tSáile en Irlandais) est une ville du comté de Cork, dans le sud de l'Irlande. Elle est située à 25 km au sud de la ville de Cork sur la côte à l'embouchure du fleuve Bandon.
Kinsale est une station touristique populaire pour les Irlandais et les touristes étrangers qui est connue pour tous ses restaurants, ses maisons colorées et ses excellentes activités de loisirs comme la plaisance, la pêche à la ligne et le golf. Cette ville est aussi riche culturellement avec ses galeries d'art.
La ville est aussi pionnière dans le mouvement des villes en transition.
Kinsale est une étape de la solitaire du Figaro en 2010 et en 2019.

## Histoire
En 1601, Kinsale fut le lieu d'une bataille entre les Anglais et les Irlandais : Hugh O'Neill, vaincu par les armées de lord Mountjoy, se soumit et s’exila en mai. La défaite provoqua la fuite sur le continent des nobles qui avaient participé à la guerre (Fuite des comtes). En 1689, Jacques II d'Angleterre débarqua en Irlande à Kinsale, puis s'exila en France, en 1690, après sa défaite à la Bataille de la Boyne, du même lieu.

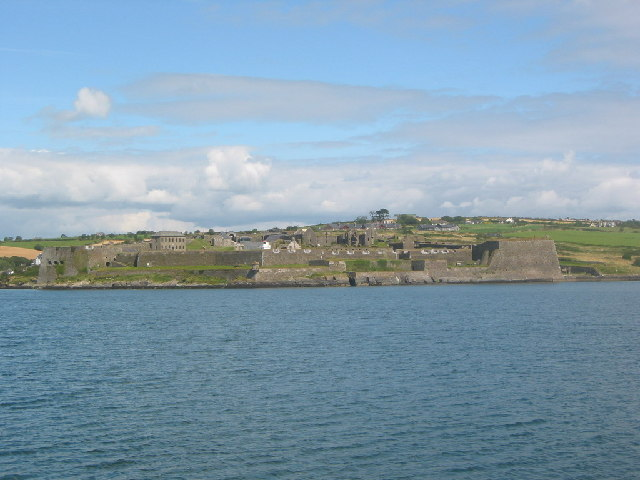
Charles Fort

Charles Fort, situé à Summer Cove (village du port de Kinsale) et datant de 1677, est une fortification qui surveillait l'entrée du port. Il a été construit pour protéger l'endroit et particulièrement le port. James's Fort est situé de l'autre côté de l'embouchure, sur la péninsule de Castlepark. Une chaîne sous-marine reliait les deux forts et était tendue, en cas de tentative de débarquement, pour empêcher l'entrée du fleuve aux navires ennemis.
Quand le RMS Lusitania a été torpillé par un sous-marin allemand le 7 mai 1915, les secours ont été coordonnés à Kinsale, qui était le port le plus proche. Une statue dans le port commémore ce sauvetage.

## Ville en transition
Pour un article plus général, voir ville en transition.
Le mouvement des villes en transition a été initié par les étudiants du cours de soutenabilité appliquée de l'université de Kinsale sous la direction de Rob Hopkins, formateur et enseignant en permaculture.

## Tourisme
Cette ville est également un lieu touristique. On peut y visiter Charles Fort, et profiter de la vue sur le golfe.

## Jumelage
- Antibes (France)

## Transport public
Bus Éireann (compagnie irlandaise de bus) est le seul transport public à Kinsale. Les bus assurent des liaisons régulières entre Kinsale et la ville de Cork.

## Personnalités
- Mère Geraldine Scholastica Gibbons (vers 1817-1901), religieuse irlando-australienne, fondatrice et première supérieure des Sisters of the Good Samaritan, est née à Kinsale.